# Distretto di Petauke
Il distretto di Petauke è un distretto dello Zambia, parte della Provincia Orientale.
Il distretto comprende 22 ward:
- Chimanyama
- Ching'ombe
- Chisangu
- Kapoche
- Kaumbwe
- Kovyane
- Lusangazi
- Lusinde
- Manjazi
- Manyane
- Matambazi
- Mateyo Mzeka
- Mawanda
- Mbala
- Msumbazi
- Mwangaila
- Nsimbo
- Nyakawise
- Nyika
- Ongolwe
- Singozi
- Ukwimi